# Cuixític oriental de les Terres Baixes
El cuixític oriental de les Terres Baixes és una subdivisió de les llengües cuixítiques que aplega diversos idiomes parlats en una extensa zona geogràfica que s'estén pels actuals estats d'Etiòpia, Eritrea, Djibouti, Somàlia, el Iemen i Kenya. Entre els membres d'aquesta branca cuixítica destaquen, pel nombre de parlants, l'oromo (amb més de 20 milions d'oromòfons), el somali (amb uns 15 milions) i l'àfar (amb al voltant d'un milió i mig).
Aquest conjunt de llengües es deixa classificar en els subgrups saho-àfar, oromo i omo-tana (tàxon heterogeni i d'existència discutida), als quals Robert Hetzron proposà d'afegir les llengües del Rift (cuixític meridional), que Maarten Mous ha suggerit que haurien de vincular-se, més específicament, amb l'oromo, el somali i el yaaku-dullai per formar una subbranca meridional. Finalment, encara romanen a l'espera que els sigui adjudicat un lloc precís dins la classificació del cuixític oriental de les Terres Baixes el konso-gidole i el boon.
D'altra banda, el cuixític oriental de les Terres Baixes és sovint inclòs, ensems amb el cuixític oriental de les Terres Altes, el yaaku i el dullai, dins un hipotètic i poc definit cuixític central que no ha aconseguit l'acceptació unànime dels especialistes.

## Llengües cuixítiques orientals de les Terres Baixes
- saho-àfar

saho
àfar
- oromo

- omo-tana
  - rendille-boni

rendille
boni
- - Branca somali

dabarre
garre
jiiddu
maai
somali
tunni
- - baiso
  - omo-tana occidental

arbore
dassanakh
elmolo